# The Piper at the Gates of Dawn
《The Piper at the Gates of Dawn》는 영국 록 밴드 핑크 플로이드의 데뷔 정규 음반이자 유일하게 창립 멤버 시드 배럿의 주도권 아래 제작된 밴드의 음반이다. 음반의 제목은 키네스 그레이엄의 《버드나무에 부는 바람》의 일곱 번째 챕터 표제에서 따왔으며 밴드가 주마등 스타일로 찍혀진 커버 사진은 빅스 시그가 촬영했다. 1967년 2월에서 5월까지 녹음되어 1967년 8월 5일 발표되었다. 비틀즈의 엔지니어 노먼 스미스가 프로듀서로 참여했으며 영국에서는 EMI 콜롬비아를 통해 발매, 미국에서는 타워를 통해 1967년 8월과 10월에 각각 발매한다.
미국에서의 음반 발매는 밴드가 미국 투어를 진행한 무렵과 동일했다. 영국에서는 음반의 수록곡 중 무엇도 싱글 발표되지 않았으나, 미국에서는 〈Flaming〉이 싱글화되었다. 미국 버전의 음반은 트랙 목록의 재조정 및 영국 미수록 싱글 〈See Emily Play〉의 취입이 있었다. 음반의 수록곡 상당수는 아주 잠시 라이브 공연되고 말았으나, 〈Astronomy Domine〉과 〈Interstellar Overdrive〉 두 곡은 밴드의 라이브 세트 목록에서 오랜 기간 대들보로 자리잡았다.
발표 이후로 음반은 가장 위대한 사이키델릭 음반 중 하나로서 추앙되었다. 1973년, 음반은 밴드의 두 번째 음반과 함께 《A Nice Pair》로 포장되어 《The Dark Side of the Moon》 성공 이후의 새로운 팬에게 밴드의 초기 작품을 선보이는 데 쓰였다. 특별 한정반 《The Piper at the Gates of Dawn》이 1997년과 2007년의 30주년과 40주년을 각각 기념해 발표되었다. 후자에는 보너스 트랙이 수록되었다. 2012년, 《The Piper at the Gates of Dawn》는 《롤링 스톤》지 선정 가장 위대한 500개 음반 목록에서 347위에 올랐다.

## 곡 목록

### 정규 음반
수록곡과 시간은 국내에 판매되는 음반, 즉 영국 발매반 기준이다. 
따로 적혀 있지 않은 한, 모든 곡은 시드 배릿이 썼다. 

#### A면
1. "Astronomy Domine" – 4:12
2. "Lucifer Sam" – 3:07
3. "Matilda Mother" – 3:08
4. "Flaming" – 2:46
5. "Pow R. Toc H." (시드 배릿, 로저 워터스, 릭 라이트, 닉 메이슨) – 4:26
6. "Take Up Thy Stethoscope and Walk" (로저 워터스) – 3:05

#### B면
1. "Interstellar Overdrive" (시드 배릿, 로저 워터스, 릭 라이트, 닉 메이슨) – 9:41
2. "The Gnome" – 2:13
3. "Chapter 24" – 3:42
4. "The Scarecrow" – 2:11
5. "Bike" – 3:21

#### 40주년 기념음반
CD1은 모노, CD2는 스테레오 버전의 정규앨범을 담고 있으며 CD3는 아래와 같다. 모두 모노 음원이며 The Piper 시절의 싱글과 B사이드가 포함되어있다. 편집앨범 The Early Singles에도 대부분 수록되어있다.
1. "Arnold Layne" - 2:57
2. "Candy and a Currant Bun" - 2:45
3. "See Emily Play" - 2:54
4. "Apples and Oranges" - 3:05
5. "Paint Box" (릭 라이트) - 3:45
6. "Interstellar Overdrive" (Take 2/ French EP Version) - 5:15
7. "Apples and Oranges" [stereo] - 3:11
8. "Matilda Mother" (Belloc Version) - 3:09
9. "Interstellar Overdrive" (Take 6) - 5:03

## 참고
- 오래된 감상평들[깨진 링크(과거 내용 찾기)]